# As You Desire Me
As You Desire Me és una pel·lícula estatunidenca de George Fitzmaurice, basada en l'obra de Luigi Pirandello, estrenada el 1932 i l'única en la qual Greta Garbo és rossa.

## Argument
Zara és una dona que sofreix amnèsia des de fa anys i es retroba amb el seu marit Bruno sense saber la relació que els uneix. A poc a poc ella torna a enamorar-se d'ell.

## Repartiment
- Greta Garbo: Zara àlies Maria
- Melvyn Douglas: Comte Bruno Varelli
- Erich von Stroheim: Carl Salter
- Owen Moore: Tony Boffie
- Hedda Hopper: Ines Montari
- Rafaela Ottiano: Lena
- Warburton Gamble: Baró
- Albert Conti: Capità
- William Ricciardi: Pietro
- Roland Varno: Albert

## Rebuda
Adaptació de l'obra teatral de Luigi Pirandello, que es converteix en un simple pretext per a un festival Greta Garbo, perfectament secundada per un excel·lent repartiment. El guió està construït amb moderada habilitat, però la realització és un punt vulgar, i el conjunt resulta excessivament vetust, sent un d'aquests films amb valor gairebé arqueològic.
El retrat de Greta Garbo en la versió cinematogràfica de l'obra de Pirandello, As You Desire Me, és el seu comiat de la pantalla americana, i la intèrpret sueca té la satisfacció de marxar dels estudis Metro-Goldwyn-Mayer en una resplendor de glòria.